# محمد خزاعی (سیاست‌مدار)
محمد خزاعی (زادهٔ ۲۳ فروردین ۱۳۳۲ در کاشمر) سیاست‌مدار، دیپلمات و مدرس دانشگاه ایرانی است که در فاصله سالهای ۱۳۸۶ تا ۱۳۹۲ سفیر و نماینده ایران در سازمان ملل بود و هم‌اکنون به‌عنوان استاد دانشکده اقتصاد علامه طباطبایی فعالیت می‌کند.
وی دانش‌آموخته کارشناسی مدیریت بازرگانی از دانشگاه گیلان و کارشناسی ارشد روابط بین‌الملل از دانشگاه جرج میسون می‌باشد. خزاعی در دوره‌های نخست و دوم مجلس شورای اسلامی، به‌عنوان نماینده حوزه انتخابیه رشت، در مجلس حضور داشت. او در دولت یازدهم و ابتدای دولت دوازدهم، معاون وزیر امور اقتصادی و دارایی و رئیس سازمان سرمایه‌گذاری و کمک‌های فنی و اقتصادی ایران بود.